# Villegats (Eure)
Villegats is een gemeente in het Franse departement Eure (regio Normandië) en telt 319 inwoners (2004). De plaats maakt deel uit van het arrondissement Évreux.

## Geografie
De oppervlakte van Villegats bedraagt 3,6 km², de bevolkingsdichtheid is 88,6 inwoners per km².
De onderstaande kaart toont de ligging van Villegats (Eure) met de belangrijkste infrastructuur en aangrenzende gemeenten.

## Demografie
Onderstaande figuur toont het verloop van het inwonertal (bron: INSEE-tellingen).